# Zeta Hydrae
Zeta Hydrae (ζ Hydrae, förkortat Zeta Hya, ζ Hya) som är stjärnans Bayerbeteckning, är en ensam stjärna belägen i den nordvästra delen av stjärnbilden Vattenormen. Den har en skenbar magnitud på 3,10, är den tredje ljusaste stjärnan i stjärnbilden och är synlig för blotta ögat där ljusföroreningar ej förekommer. Baserat på parallaxmätning inom Hipparcosuppdraget på ca 19,5 mas, beräknas den befinna sig på ett avstånd på ca 167 ljusår (ca 51 parsek) från solen. Vid det beräknade avståndet minskar stjärnans skenbara magnitud med 0,03 enheter som ett resultat av skymning på grund av mellanliggande gas och stoft. Stjärnan Delta Hydrae ligger 12,9 ljusår från Zeta Hydrae och kan vara en följeslagare med gemensam rörelse genom rymden.

## Nomenklatur
Delta Hydrae var, tillsammans med Delta Hydrae (Lisan al Sudja), Epsilon Hydrae, Eta Hydrae, Rho Hydrae och Sigma Hydrae (Minhar al Shija), Ulugh Begs Min al Az'al, "Tillhör den obebodda platsen".
Enligt stjärnkatalogen i Technical Memorandum 33-507 - A Reduced Star Catalog Containing 537 Named Stars, var Min Al Az'al eller Minazal titeln för fem stjärnor: Delta Hydrae som Minazal I, Eta Hydrae som Minazal II, Epsilon Hydrae som Minazal III, Rho Hydrae som Minazal IV och Zeta Hydrae som Minazal V.

## Egenskaper
Zeta Hydrae är en orange till gul jättestjärna av spektralklass G9 II-III. Den har en massa som är ca 4,3 gånger större än solens massa, en radie som är ca 18 gånger större än solens och utsänder från dess fotosfär ca 132 gånger mera energi än solen vid en effektiv temperatur av ca 4 900 K.